# Токійський Діснейленд

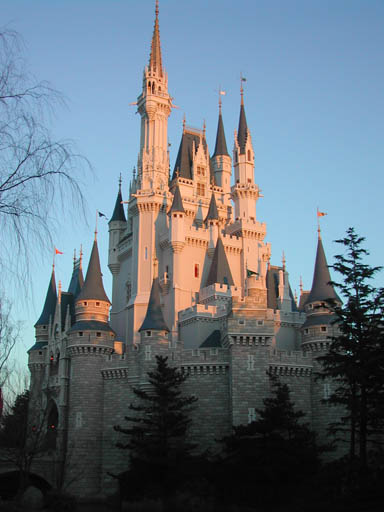

Токі́йський Діснейле́нд (яп. 東京ディズニーランド, とうきょうディズニーランド; англ. Tokyo Disneyland) — парк розваг на узбережжі Токійської затоки. Розташований в місті Ураясу префектури Тіба, в Японії.
Tokyo Disneyland at Tokyo Disney Resort займав трете місце в Top 25 найкращих парків розваг / тематичних парків у всьому світі за чисельністю відвідувань у допандемічному 2019 році за даними Theme Index and Museum Index 2022 (перше місце в рейтингу було надано Magic Kingdom Park (Бей Лейк, Флорида)) та найперше місце в Азії. Токійський Діснейленд у 2019 році мав майже 17,9 млн. відвідувачів. Пандемія Covid-19 сильно вплинула на відвідування – у 2020 році кількість відвідувачів становила 4,1 млн. осіб, у 2021 році – 6,3 млн. Однак, у 2022 році чисельність відвідувачів збільшилась до 12,0 млн.

## Історія
Перший парк розваг був створений у Каліфорнії (1959). Засновник — художник-мультиплікатор Уолт Дісней. Один із закордонних аналогів — Діснейленд в Японії (Токіо). Будіництво тривало чотири роки (1979-1983). Офіційне відкриття — 15 квітня 1983 року. Загальна площа — 80 га, кількість атракціонів — 47. Це перший парк з Уолт Дісней Паркс, створений за межами США. Має американську ліцензію.
2001 рік — відкриття зони «Токіо Діснейсі», основний масив якої — водні атракціони. На її території: підводне плавання, венеціанські гондоли, зустріч з русалками, Синдбадом-мореплавцем, капітаном Немо та Індіаною Джонсом.
Після стихійного лиха в Японії (11 березня 2011 року) не працював. Відновив діяльність 15 квітня цього року.
Зараз розважальний комплекс має назву Токійський Дісней-курорт.

## Інфраструктура
Поруч з Діснейлендом — п'ять готелів сімейного типу: Disney Ambassador Hotel, Tokyo DisneySea Hotel MiraCosta, Tokyo Disney Resort Welcome Center, Tokyo Disney Resort Official Hotels та Disney Resort Line. На території працює магазин товарів Дісней, що за формою нагадує валізу.

## Атракціони
Токійський Діснейленд має сім секторів:
- Світовий Базар (World Bazar). Місцевість США на початку XX століття.
- Країна Пригод (Adventure Land). Пригоди, зустріч з Карибськими піратами.
- Країна Дикого Заходу (Western Land). Територія Дикого Заходу США.
- Країна Звірят (Critter Land). Тварини з кінофільмів Діснея.
- Країна Фантазій (Fantasy Land). Світ фантазії.
- Країна Майбутнього (Tomorrow Land). Історія Японії, політ у космос.
- Місто Мультиплікаційних героїв (Toontown). Світ карикатури, персонажі мультфільмів Діснея.

«Токіо Діснейсі» складається з:
- Середземноморська гавань (Meditteranean Harbor) — портове місто Південної Європи.
- Американська набережна (American Waterfront) — Нью-Йорк і Кейп-Код.
- Порт «Відкриття» (Port Discovery) — гавань майбутнього.
- Дельта зниклої річки. (Lost River Delta) — зникла цивілізація в Центральній Америці.
- Аравійське узбережжя (Arabian coast) — світ Арабських казок.
- Лагуна русалок (Mermaid Lagoon) — підводний світ.
- Таємничий острів (Mysteriopus Island) — база вченого-капітана Немо.